# Kolnowice
Kolnowice (dodatkowa nazwa w j. niem. Kohlsdorf, cz. Kolnovice) – wieś w Polsce, położona w województwie opolskim, w powiecie prudnickim, w gminie Biała. Historycznie leży na Górnym Śląsku, na ziemi prudnickiej. Położona jest na terenie Wysoczyzny Bialskiej, będącej częścią Niziny Śląskiej. Przepływa przez nią potok Psiniec.
Przysiółkiem wsi jest Kokot.
W latach 1954–1972 wieś należała i była siedzibą władz gromady Kolnowice. W latach 1975–1998 miejscowość należała administracyjnie do ówczesnego województwa opolskiego.
Według danych na 2011 wieś była zamieszkana przez 272 osoby.

## Geografia

### Położenie
Wieś jest położona w południowo-zachodniej Polsce, w województwie opolskim, około 10 km od granicy z Czechami, na Wysoczyźnie Bialskiej. Należy do Euroregionu Pradziad. Leży na obszarze 776 ha. Ma charakter rolniczy. Leży na terenie Nadleśnictwa Prudnik (obręb Prudnik).

### Środowisko naturalne
W Kolnowicach panuje klimat umiarkowany ciepły. Średnia temperatura roczna wynosi +8,0 °C. Duże zróżnicowanie dotyczy termicznych pór roku. Średnie roczne opady atmosferyczne w rejonie Kolnowic wynoszą 622 mm. Dominują wiatry zachodnie.

### Integralne części wsi
| SIMC    | Nazwa | Rodzaj     |
| ------- | ----- | ---------- |
| 0491311 | Kokot | przysiółek |

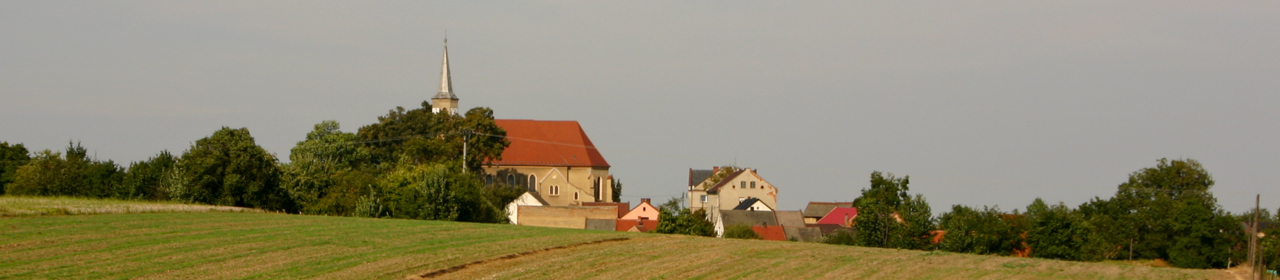
Panorama Kolnowic od strony południowej

## Nazwa
Topograficzny opis Górnego Śląska z 1865 roku notuje wieś pod niemiecką nazwą Kohlsdorf, zgermanizowaną Kolnowitz zanotowaną w 1534 roku, a także wymienia obecnie używaną, polską nazwę Kolnowice we fragmencie: „Kohlsdorf, 1534 Kolnowitz, polnisch Kolnowice”. 15 marca 1947 r. nadano miejscowości polską nazwę Kolnowice.
W historycznych dokumentach nazwę miejscowości wzmiankowano w różnych językach oraz formach: Colini villa (1235), in villis Colini (1243), villam Colini (1259), villa Colini, villa Colinouich (1278), Kolensdorf (1333), Kolnowitz (1534), ex villa Kollnowitz (1679), Kohlsdorff (1743), Kolnowiz, Kohlsdorf, Kolnowice (1784), Kohlsdorf, Kolnowice (1845), Kohlsdorf – Kolnowice (1941), Kolnowice (1947).

## Historia

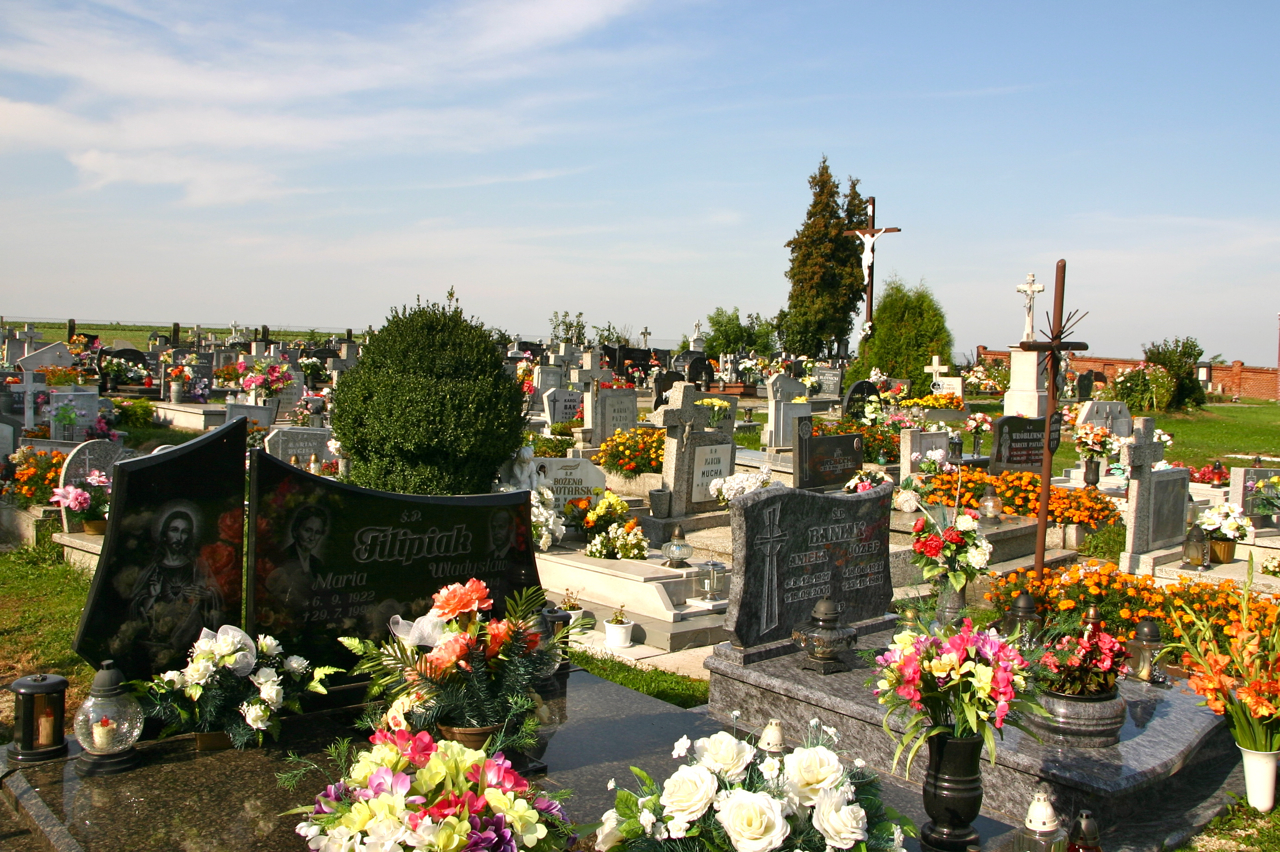
Cmentarz

Kolnowice są jedną z najstarszych wsi w gminie Biała. Pierwsza wzmianka o niej pochodzi z 1235 (In villa Collini).

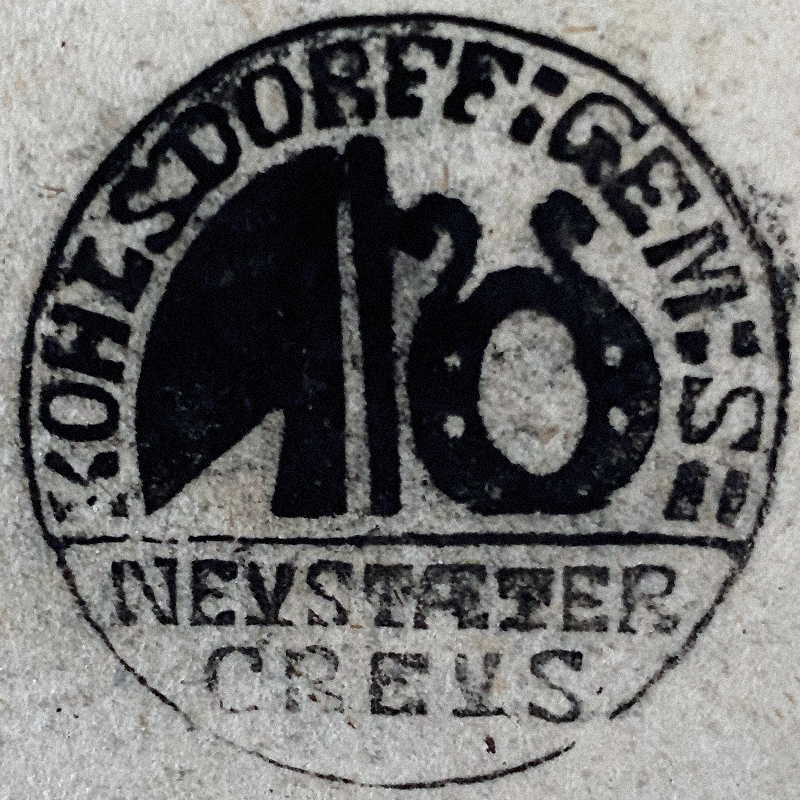
Pieczęć Kolnowic (1800)

Do 1742 wieś należała do powiatu sądowego bialskiego w Monarchii Habsburgów. Po I wojnie śląskiej znalazła się w granicach Królestwa Prus i weszła w skład powiatu prudnickiego w prowincji Śląsk. Kościół św. Jana Nepomucena w Kolnowicach został wzniesiony w 1874 w stylu gotyckim. Od 1896 na terenie wsi ma swoją siedzibę katolicka parafia św. Jana Nepomucena, należąca administracyjnie do diecezji opolskiej. Wieś posiadała swoją własną pieczęć, która przedstawiała w polu pole dzielone w słup, po prawej lemiesz pługa w słup, po lewej chomąto, a w otoku napis: KOHLSDORFF: GEM: S: / NEYSTAETER CREYS (pol. Gmina Kolnowice / Powiat Prudnicki).

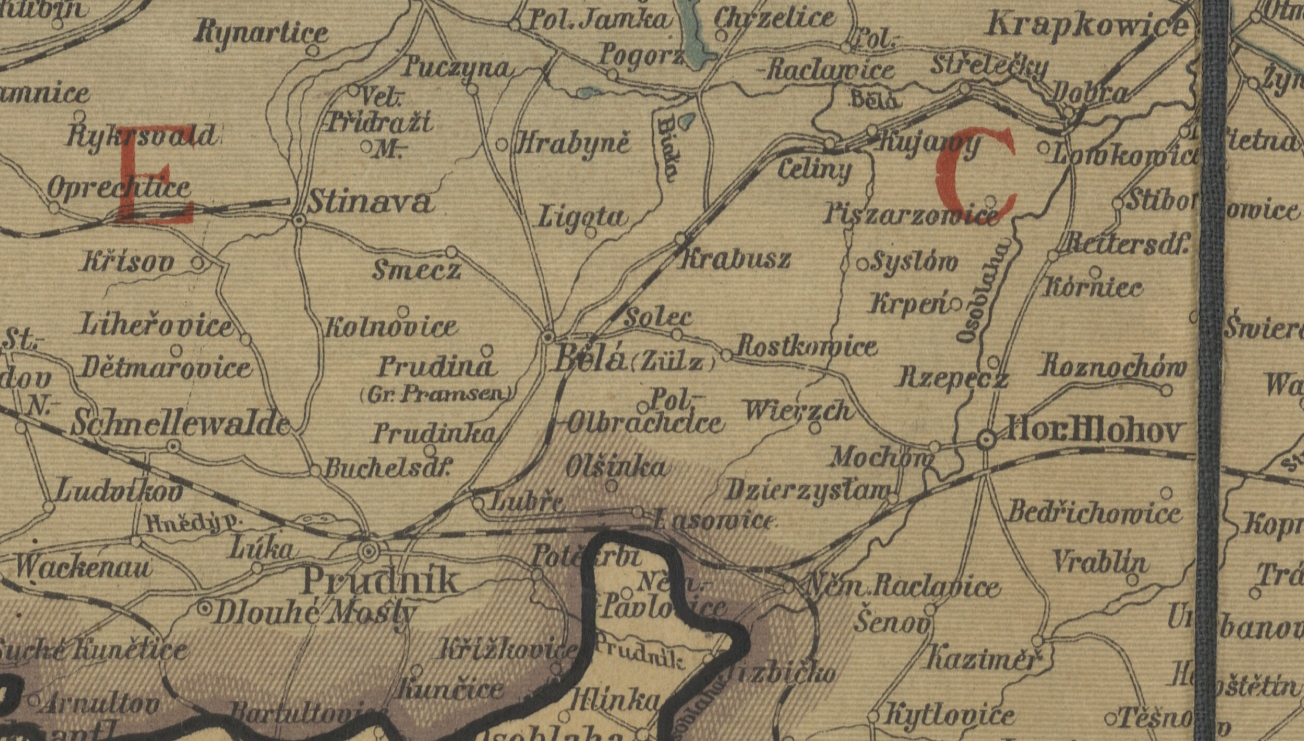
Kolnowice (Kolnovice) wśród miejscowości ziemi prudnickiej na czeskiej mapie z 1922

Według spisu ludności z 1 grudnia 1910, na 663 mieszkańców Kolnowic 633 posługiwało się językiem niemieckim, a 30 językiem polskim. W 1921 w zasięgu plebiscytu na Górnym Śląsku znalazła się tylko część powiatu prudnickiego. Kolnowice znalazły się po stronie zachodniej, poza terenem plebiscytowym. We wsi powstał pomnik poświęcony mieszkańcom poległym w I wojnie światowej.
W latach 1945–1950 Kolnowice należały do województwa śląskiego, a od 1950 do województwa opolskiego. W latach 1945–1954 wieś należała do gminy Śmicz.
W 2008 Kolnowice przystąpiły do Programu Odnowy Wsi Opolskiej.

## Mieszkańcy
Miejscowość zamieszkiwana jest przez ludność napływową, przybyłą na Śląsk z Kresów Wschodnich po 1945 w wyniku przymusowych przesiedleń ludności polskiej.

### Liczba mieszkańców wsi
- 1871 – 611[25]
- 1885 – 653[26]
- 1905 – 599[27]
- 1910 – 663[20]
- 1933 – 631[28]
- 1939 – 629[28]
- 1966 – 428[29]
- 1998 – 356[30]
- 2002 – 309[30]
- 2009 – 286[30]
- 2011 – 272[30]
- 2013 – 260[31]

## Zabytki
Zgodnie z gminną ewidencją zabytków w Kolnowicach chronione są:
- kościół parafialny pw. św. Jana Nepomucena
- kapliczka przy kościele
- plebania
- cmentarz katolicki, przykościelny

## Gospodarka
We wsi znajduje się Rolnicza Spółdzielnia Produkcyjna Kolnowice.
Kolnowice wraz z całą gminą Biała podlegają pod inspektorat ZUS w Prudniku.

## Transport
W zarządzie Wydziału Drogownictwa Starostwa Powiatowego w Prudniku znajduje się droga powiatowa nr 1613O relacji Prudnik – Czyżowice – Laskowiec – Kolnowice – Miłowice – Śmicz.
Kolnowice posiadają połączenia autobusowe z Białą, Korfantowem, Prudnikiem, Rzymkowicami. We wsi znajduje się jeden przystanek autobusowy.
Transport autobusowy w Kolnowicach obsługiwany był przez PKS Prudnik. W 2004 prudnicki PKS został sprywatyzowany z udziałem Connex Polska. W 2008, w wyniku połączenia spółek PKS Connex Prudnik i PKS Connex Kędzierzyn-Koźle, utworzona została spółka Veolia Transport Opolszczyzna, w 2013 przejęta przez Arriva Bus Transport Polska. W 2019 Arriva wycofała się z Prudnika. Wówczas organizacją przewozów pasażerskich w Kolnowicach i okolicy zajęły się ościenne PKS-y. W grudniu 2021 powołano Powiatowo-Gminny Związek Transportu „Pogranicze”, mający na celu poprawę jakości transportu.

## Religia
W Kolnowicach znajduje się katolicki kościół św. Jana Nepomucena, który jest siedzibą parafii św. Jana Nepomucena (dekanat Biała).

## Sport
We wsi funkcjonuje klub piłkarski LZS Kolnowice. W 2005, z okazji 60. rocznicy istnienia Podokręgu Związku Piłki Nożnej w Prudniku, klub otrzymał pamiątkowy puchar.

## Turystyka
Oddział PTTK „Sudetów Wschodnich” w Prudniku ustanowił turystyczną Odznakę Krajoznawczą Ziemi Prudnickiej, którą zdobywa się poprzez zwiedzenie odpowiedniej liczby obiektów w miejscowościach położonych na ziemi prudnickiej, w tym w Kolnowicach. Przez Kolnowice przebiega trasa Kolarskiego Rajdu Dookoła Ziemi Bialskiej, za przejechanie którego PTTK Prudnik przyznaje odznakę.

### Szlaki turystyczne
Przez Kolnowice prowadzi szlak turystyczny:
- Szlakiem zabytkowych kościołów (9,12 km): Prężyna – Biała – Śmicz – Miłowice – Kolnowice – Otoki – Ligota Bialska – Krobusz – Dębina – Łącznik – Mokra – Żabnik – Gostomia – Solec – Olbrachcice[49]

### Szlaki rowerowe
Przez wieś przebiega drugorzędna trasa rowerowa PTTK nr 271 Z.

## Bezpieczeństwo
Miejscowość jest pod opieką dzielnicowego rejonu służbowego nr 16 Komendy Powiatowej Policji w Prudniku (Posterunek Policji w Białej).
Teren wsi, jak i całej gminy Biała, położony jest w strefie nadgranicznej w związku z czym Straż Graniczna dysponuje, na tym obszarze, specjalnymi kompetencjami w zakresie bezpieczeństwa. Gminę Biała obejmuje zasięgiem służbowym placówka Straży Granicznej w Opolu ze Śląskiego Oddziału SG.